# Ceuthospora innumera
Ceuthospora innumera är en svampart som beskrevs av Massee 1899. Ceuthospora innumera ingår i släktet Ceuthospora och familjen Phacidiaceae.   Inga underarter finns listade i Catalogue of Life.